# Ministerium für Gesundheit und soziale Sicherheit Luxemburg
Das Gesundheitsministerium Luxemburg (Ministère de la Santé et de la Sécurité sociale) ist das Ministerium, das für die Umsetzung der Gesundheitspolitik der luxemburgischen Regierung (öffentliche Gesundheit und Gesundheitssystem) verantwortlich.

## Kompetenzen des Ministeriums
Die Services und Verwaltungsstruktur des Gesundheitsministeriums sind durch großherzoglichen Beschluss vom 28. Mai 2019 festgelegt.
Folgende Institutionen unterstehen der Aufsicht des Ministeriums:
- Direction de la santé
- Service de santé au travail multisectoriel
- Nationallabor (Laboratoire national de santé)
- Luxembourg Institute of Health
- Agence eSanté

Öffentliche Unternehmen unter Aufsicht des Ministeriums:
- Centre hospitalier de Luxembourg
- Centre hospitalier du Nord
- Centre hospitalier neuropsychiatrique
- Thermalbad Mondorf
- Rehazenter

## Liste der luxemburgischen Gesundheitsminister
- 7. August 1999 – 31. Juli 2004: Carlo Wagner (DP)
- 31. Juli 2004 – 4. Dezember 2013: Mars Di Bartolomeo (LSAP)
- 4. Dezember 2013 – 5. Dezember 2018: Lydia Mutsch (LSAP)
- 5. Dezember 2018 – 11. Oktober 2019: Etienne Schneider (LSAP)
- 5. Dezember 2019 bis 17. November 2023: Paulette Lenert (LSAP)
- seit 17. November 2023: Martine Deprez (CSV)